# IC 5148
IC 5148 (również IC 5150) – mgławica planetarna znajdująca się w gwiazdozbiorze Żurawia. Jest oddalona od Ziemi o około 3,5 tysiąca lat świetlnych. Powiększa się z prędkością około 50 km/s, co czyni ją jedną z najszybciej rosnących znanych mgławic planetarnych. Oglądana przez mały amatorski teleskop wygląda jak pierścień z gwiazdą w centrum; z powodu swego wyglądu zyskała przydomek Mgławica Koło Zapasowe.
Odkrył ją Walter Gale 4 czerwca 1894. 23 lipca 1897 zaobserwował ją też Lewis A. Swift. Ponieważ pozycje obiektu podane przez obu astronomów nie były dokładne i różniły się od siebie, John Dreyer, zestawiając swój Index Catalogue, uznał, że obserwowali oni dwa różne obiekty i skatalogował obserwację Gale’a jako IC 5150, a Swifta jako IC 5148.